# Akron (Colorado)
Akron es un pueblo ubicado en el condado de Washington en el estado estadounidense de Colorado. En el año 2010 tenía una población de 1702 habitantes y una densidad poblacional de 705,05 personas por km².

## Geografía
Akron se encuentra ubicado en las coordenadas 40°9′52″N 103°13′15″O / 40.16444, -103.22083. Según la Oficina del Censo de los Estados Unidos, el pueblo tiene una superficie total de 3.88 km², de la cual 3.88 km² corresponden a tierra firme y (0%) 0 km² es agua.

## Demografía
Según el censo de 2010, había 1702 personas residiendo en Akron. La densidad de población era de 705,05 hab./km². De los 1702 habitantes, Akron estaba compuesto por el 96.06% blancos, el 1.47% eran afroamericanos, el 0.12% eran amerindios, el 0.18% eran asiáticos, el 0% eran isleños del Pacífico, el 0.88% eran de otras razas y el 1.29% pertenecían a dos o más razas. Del total de la población el 9.58% eran hispanos o latinos de cualquier raza.